# Rasa Fonda (Pinós)
La Rasa Fonda és un torrent afluent per l'esquerra de la Riera de Matamargó.

## Municipis per on passa
Des del seu naixement, la Rasa Fonda passa successivament pels següents termes municipals.

## Xarxa hidrogràfica
La xarxa hidrogràfica de la Rasa Fonda està constituïda per 5 cursos fluvials que sumen una longitud total de 2.303 m.

### Distribució municipal
El conjunt de la xarxa hidrogràfica de la Rasa Fonda transcorre pels següents termes municipals: